# Германович, Антон Викентьевич
Антон Викентьевич Германович (20 июня 1896, Волковыск, Гродненская область — 1955, Ленинград, СССР) — участник Великой Отечественной войны, генерал-майор инженерных войск.

## Биография
Родился 20 июня 1896 году в Волковыске, Гродненской губернии. С 1919 года в рядах РККА. В 1921 году окончил Петроградскую военно-инженерную школу. В том же году участвовал в подавлении Кронштадтского восстания. Участник Польского похода РККА 1939 года. Участник Советско-финляндской войны 1939—1940 гг. За проявленную доблесть и мужество в боях Советско-финляндской войны в 1940 году Германович был награждён Орденом Красной Звезды.
В 1941 году ушёл на фронт Великой Отечественной войны. Воевал на Волховском фронте. С 1942 года член ВКП(б)/КПСС. Участник Синявинской операции 1942 года.
В наступательных операциях командовал инженерными частями, обеспечивал подходы для танков и пехоты к занятым рубежам обороны. В 1944 году командованием армии и Указом Президиума Верховного Совета СССР награждён орденом Кутузова II степени. В том же году за выслугу  лет Указом Президиума Верховного Совета СССР награждён орденом Красного Знамени.
Служил на Ленинградском фронте. В 1945 году Указом Президиума Верховного Совета СССР за выслугу лет награждён орденом Ленина. После войны служил в Отдельной Приморской армии. С 1954 года в отставке. Умер в 1955 году, похоронен в Ленинграде на Большеохтинском кладбище.

## Награды
- три ордена Красного Знамени (1930); (03.11.1944); (20.06.1949)[1];
- орден Красной Звезды (20.05.1940)[1];
- орден Кутузова II степени (05.10.1944)[1];
- орден Ленина (21.02.1945)[1];
- медаль За оборону Ленинграда (22.12.1942)[1];
- медаль «За победу над Германией в Великой Отечественной войне 1941—1945 гг.» (09.05.1945)[1].